# Balje (Einheit)
Balje war ein Volumenmaß für Steinkohle in der Freien Hansestadt Bremen. Es wurde in die kleine Balje und in die große Balje unterschieden. Die Balje als Kalkmaß in Abhängigkeit vom Töver hatte ein anderes Volumenmaß. Das Kohlenmaß wurde schon in der Verordnung vom 16. Januar 1837 als Verhältnis zum Schaumburger Bergmaß erwähnt.
- 144 kleine Baljen = 1 Berglast (Schaumburger) = 3534 Kubikzoll
- 48 große Baljen = 1 Berglast (Schaumburger) = 10602 Kubikzoll

Bremer Maße
- 1 große Balje = 3 kleine Baljen = 0,149 Kubikmeter = 148,64 Liter
  - 1 große Balje = 1 ½ Karre = 12 Eimer
- 1 kleine Balje = 0,05 Kubikmeter = 49,55 Liter
  - 1 Karre = 0,1 Kubikmeter = 99,1 Liter
  - 1 Eimer = 0,0124 Kubikmeter = 12,39 Liter

Rückschluss:
- 1 Kubikmeter = 6,728 große Baljen
- 1 Kubikmeter = 20,183 kleine Baljen
- 1 Kubikmeter = 10,1 Karren
- 1 Kubikmeter = 80,732 Eimer